# Sam Whittingham
Sam Whittingham je kanadský cyklista, držitel několika světových rekordů na lehokolech.
Je vnukem scenáristy Jacka Whittinghama (1910–1972).

## Rekordy
- 200 metrů rychlostí 133,284 km/h, 18. září 2008
- 500 metrů rychlostí 100,32 km/h, 30. července 1999
- 1000 metrů rychlostí 128,40 km/h, 10. června 2001
- 1 míle rychlostí 126,55 km/h, 10. června 2001
- hodinová jízda průměrnou rychlostí 90,724 km/h, 19. července 2009[2][3]